# Hammerstadt (Rietschen)

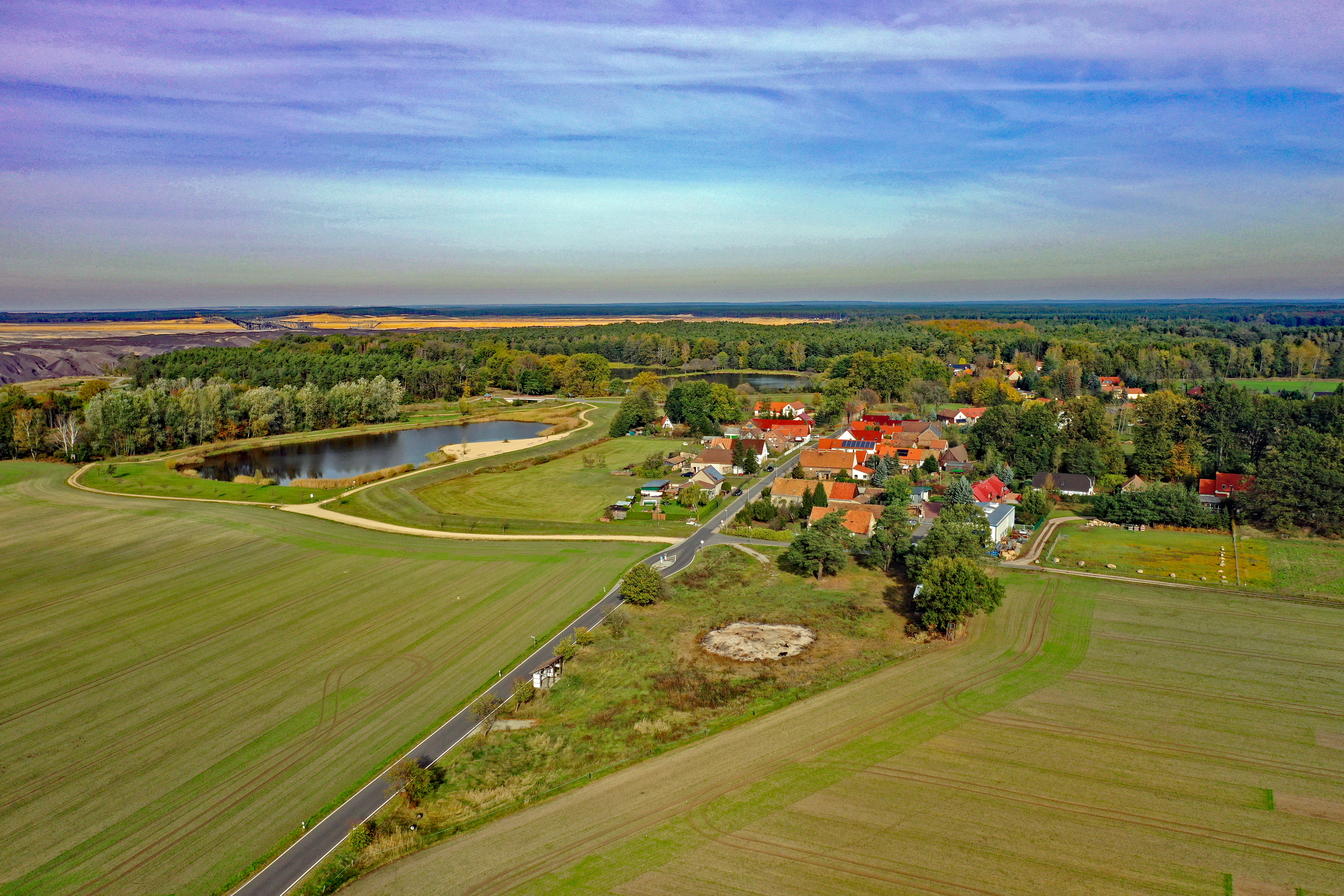
Luftbild 2019

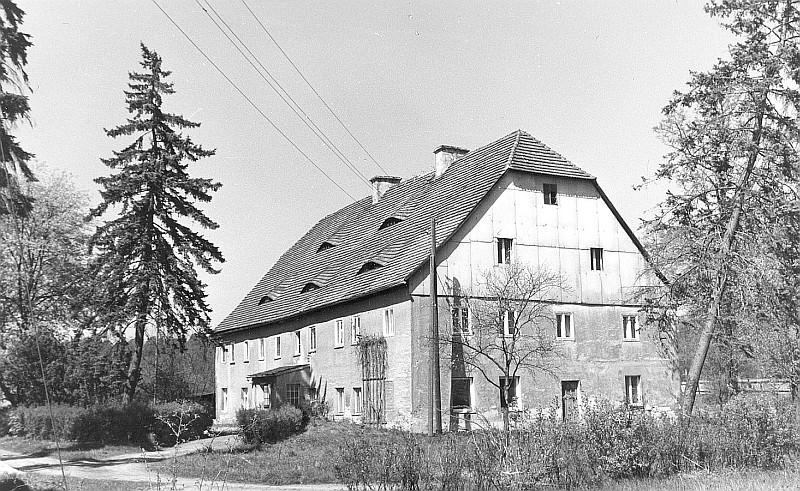
Herrenhaus des ehemaligen Gutes Hammerstadt (1986)

Hammerstadt, obersorbisch Hamoršć, ist ein Ortsteil der sächsischen Gemeinde Rietschen im Landkreis Görlitz. Die Gutssiedlung liegt im sorbischen Siedlungsgebiet in der Oberlausitz.
Die Gemeinde Hammerstadt wurde am 1. Januar 1973 nach Viereichen eingemeindet und mit ihr 1992 in die Gemeinde Rietschen eingegliedert. Hammerstadt ist neben Nappatsch (heute Altliebel) und Neuliebel einer der wenigen Orte der Gemeinde Viereichen, die nicht für den Braunkohleabbau im Tagebau Reichwalde devastiert wurden. Die ehemals zu Hammerstadt gehörende Vorwerkssiedlung Linda (sorb. Podlipa) wurde 1992 ebenfalls abgebrochen.

## Geographie

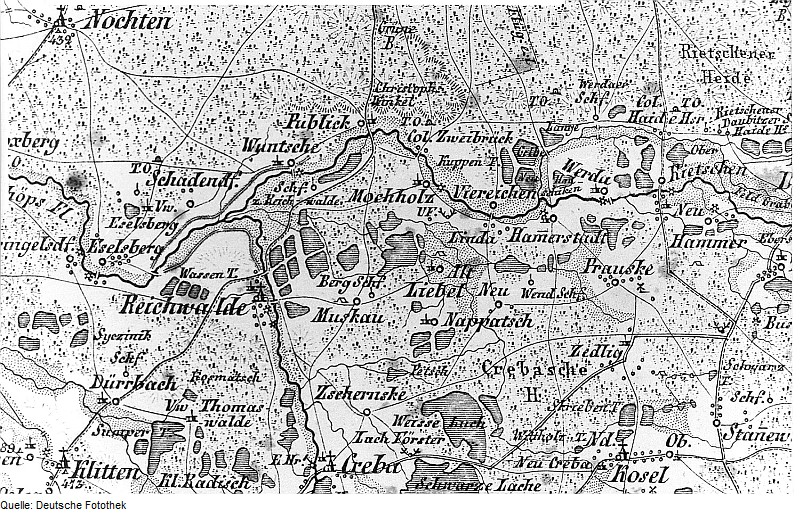
Die Umgebung Hammerstadts vor der bergbaulichen Inanspruchnahme (ca. 1850)

Hammerstadt liegt an der südlichen (linken) Seite des Weißen Schöps zwei Kilometer westlich von Rietschen in einer Heide- und Teichlandschaft. Westlich des Ortes befindet sich der Tagebau Reichwalde und im Norden der Truppenübungsplatz Oberlausitz. Die Grenze zu Polen verläuft 15 km entfernt östlich. Durch Rietschen verlaufen in Nord-Süd-Richtung die Bahnstrecke Berlin–Görlitz und die Bundesstraße 115.
Angrenzende Orte sind Werda und Rietschen im Osten, Nieder Prauske im Südosten, sowie Neuliebel und Altliebel im Südwesten. Westlich von Hammerstadt lagen die inzwischen devastierten Orte Mocholz und Viereichen.

## Geschichte

### Ortsgeschichte
In der Gemarkung von Hammerstadt gab es mehrere archäologische Funde, die sich zum Teil vermutlich der Jungsteinzeit, zum Teil sicher der Bronzezeit zuordnen lassen.
Die urkundliche Ersterwähnung erfolgte im Jahr 1403 als Hammerstad in einer Görlitzer Ratsrechnung. Zu dieser Zeit gehörte der Ort bereits der Herrschaft Rietschen, der Name deutet auf einen Eisenhammer hin, in dem die lokal vorhandenen Raseneisenerzvorkommen verarbeitet wurden. 1482 ist Mathes Aldemann als Hammermeister nachgewiesen. 1630 verkaufte Heinrich von Rabenau die Baustelle eines Hammers zusammen mit dem Hammerteich an Siegmund von Gersdorff. Der letzte Standort des Hammerwerks war mit hoher Sicherheit auf dem Gelände der Gräflich von Einsiedelschen Pappenfabrik. Dort wurden zumindest Schlacken gefunden, die jedoch auch vom Straßenbau stammen könnten.
Spätestens seit dem frühen 17. Jahrhundert gab es im Ort ein Rittergut, das eine eigene Grundherrschaft bildete. Neben dem Hammerwerk, der Land- und Forstwirtschaft bildeten Fischzucht und eine Wassermühle Erwerbsquellen. Ein Großbrand im Jahr 1784 zerstörte fast das gesamte Dorf. Ihm fielen neun Wirtschaften zum Opfer.
Im Zuge des Prager Friedens kam Hammerstadt mit Ober- und Niederlausitz 1635 vom Königreich Böhmen an das Kurfürstentum Sachsen. Das 1806 zum Königreich erhobene Sachsen musste beim Wiener Kongress große Gebietsabtretungen an Preußen akzeptieren, so dass auch Hammerstadt ab 1815 für die nächsten 130 Jahre preußisch wurde. Im Rahmen einer Verwaltungsreform kam Hammerstadt 1816 an den neu gegründeten Landkreis Rothenburg (Ob. Laus.) in der preußischen Provinz Schlesien.
Als 1858 die sorbischsprachigen Gottesdienste in Daubitz eingestellt wurden, wechselten die westlichen Dörfer des Kirchspiels, die noch überwiegend sorbisch besiedelt waren, zum westlich angrenzenden Kirchspiel Reichwalde. Hammerstadt und Neuliebel waren die westlichsten Orte, die noch beim Daubitzer Kirchspiel verblieben.
Das Gebäude der seit 1780 bestehenden Schule, der auch Werda und Neuliebel angehörten, brannte 1858 ab. Ein neues Gebäude wurde 1913 errichtet. Von 1935 bis 1953 gab es in Hammerstadt eine Fortbildungsschule.
Auf dem Mühlengrundstück wurde 1901 eine Lederpappenfabrik eingerichtet, die jedoch schon 1937 wieder geschlossen wurde. Die zur Fischzucht verwendeten Teiche wurden 1935 trockengelegt und in Felder umgewandelt.
Nach dem Zweiten Weltkrieg kam Hammerstadt 1945 mit dem westlich der Lausitzer Neiße liegenden Teil der preußischen Oberlausitz wieder an das Land Sachsen und wurde bei der Verwaltungsreform von 1952 dem Kreis Weißwasser im Bezirk Cottbus zugeordnet.

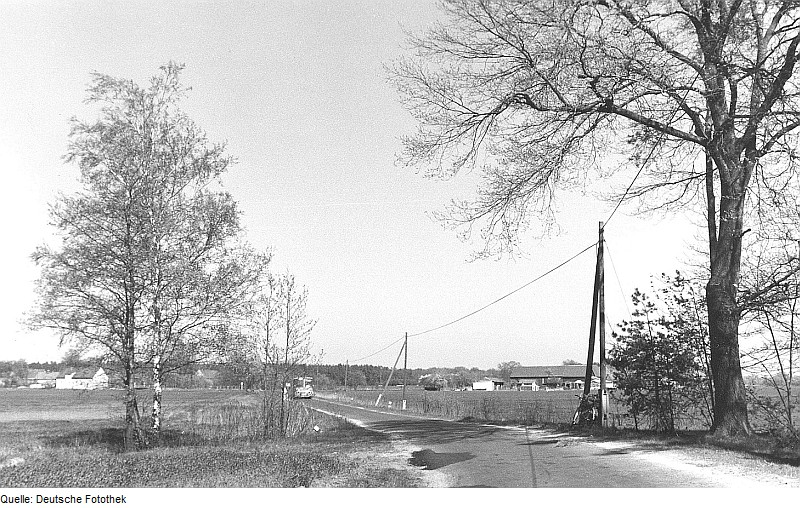
Blick auf Linda (1986)

Kirchlich wechselte Hammerstadt 1956 vom Daubitzer zum Rietschner Kirchspiel.
Zum 1. Januar 1973 verlor die Gemeinde Hammerstadt ihre Eigenständigkeit durch Eingemeindung nach Viereichen. Mit Viereichen kam Hammerstadt am 15. März 1992 zur Gemeinde Rietschen. Die Devastation Hammerstadts für den Tagebau Reichwalde konnte Anfang der 1990er Jahre verhindert werden, jedoch waren große Teile der ehemaligen Gemeinde Viereichen davon betroffen, darunter auch das ehemalige Hammerstädter Vorwerk Linda.

### Bevölkerungsentwicklung
| Jahr | Einwohner |
| ---- | --------- |
| 1825 | 173       |
| 1871 | 183       |
| 1885 | 224       |
| 1905 | 185       |
| 1925 | 187       |
| 1939 | 180       |
| 1946 | 210       |
| 1950 | 206       |
| 1964 | 184       |
| 1971 | 166       |
| 1999 | 101       |
| 2002 | 96        |
| 2009 | 92        |

Für den sächsischen Landesrezess im Jahr 1777 wurden in Hammerstadt 1 besessener Mann, 3 Gärtner und 21 Häusler ermittelt.
Die Einwohnerzahl stieg von 1825 bis 1885 von 173 um fast 30 % auf 224 an, fiel danach bis 1939 jedoch wieder auf 180 zurück. Nach Kriegsende stieg die Zahl nochmals wegen Aufnahme von Flüchtlingen und Vertriebenen aus den ehemaligen deutschen Ostgebieten auf 210 im Jahr 1946 an, doch schon 1964 lag sie wieder bei 184 und sieben Jahre später gar nur noch bei 166.
Um die Jahrtausendwende hatte Hammerstadt noch rund 100 Einwohner, zum 31. Dezember 2009 betrug ihre Zahl 92.

### Ortsname
Der Ortsname hat seit seiner Ersterwähnung nur geringfügige Variation erfahren. Urkundlich erwähnte Varianten des Ortsnamens sind unter anderem Hammerstad (1403), Hammerstatt (1423), Hammerstat (1448), Hamerstat und Hamerstad (1463), Hammerstat (1533) sowie schließlich Hammerstadt (1768). Der Name bezeichnet eine ‘Stätte zum Eisenhammer’.
Schreibweisen des sorbischen Ortsnamens sind unter anderem Hamorschcza (1800 und 1835), Hamoršć (1843 und 1885) und Hamorišća (1866). Der Name ist eine Übertragung aus dem Deutschen, bei der das Grundwort -stat durch die Suffigierung mit -šć- ersetzt wurde. Hamor für ‘(Eisen-)Hammer’ findet sich unter anderem auch in den sorbischen Namen von Boxberg (Hamor), Burghammer (Bórkhamor) und Neuhammer (Nowy Hamor) wieder.

## Persönlichkeiten
Der evangelische Theologe Karl David Schuchardt (1717–1781) wurde in Linda geboren.

## Sehenswürdigkeiten
In Hammerstadt steht ein spätmittelalterliches Steinkreuz.